# Họ Nữ lang
Họ Nữ lang (danh pháp khoa học: Valerianaceae) là một họ thực vật có hoa trong bộ Tục đoạn (Dipsacales), chứa khoảng 315-350 loài trong 8-17 chi (tùy quan điểm phân loại). Các loài trong họ nói chung là cây thân thảo và lá thường có mùi khó ngửi khá mạnh. Chúng phân bổ ở nhiều nơi trên thế giới, ngoại trừ khu vực Australia. Một vài loài được trồng làm cây cảnh hay sử dụng trong y học cổ truyền.
Trong hệ thống APG III năm 2009 người ta không công nhận họ này mà gộp nó trong họ Caprifoliaceae nghĩa rộng.

## Các chi
Danh sách các chi dưới đây lấy theo GRIN:
- Centranthus: nữ lang đỏ
- Fedia (bao gồm cả Mitrophorra): nữ lang châu Phi
- Nardostachys: Chi Cam tùng
- Patrinia: bại tương
- Plectritis (bao gồm cả Aligera).
- Pseudobetckea
- Valeriana: Chi Nữ lang (bao gồm cả Aretiastrum, Astrephia, Belonanthus, Phuodendron, Phyllactis, Stangea): Khoảng 200 loài nữ lang.
- Valerianella (bao gồm cả Siphonella): sa lát (xà lách) ngô, sa lát cừu

Chi Triplostegia đôi khi cũng được gộp trong họ này, hoặc xếp trong họ Dipsacaceae. Cụ thể, xem bài Họ Tục đoạn.